# Finnische Wissenschaftliche Gesellschaft

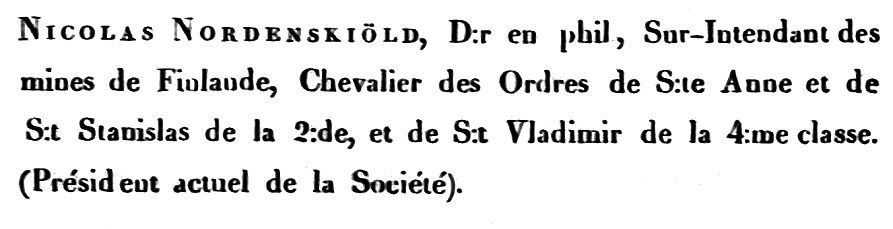
Nordenskiöld N.G. Acta Societatis Scientiarum Fennicae. 1842. T. 1. P. XIII.

Die Finnische Wissenschaftliche Gesellschaft (lateinisch Societas Scientiarum Fennica; schwedisch Finska Vetenskaps-Societeten; finnisch Suomen Tiedeseura; englisch Finnish Society of Sciences and Letters) wurde 1838 gegründet.

## Bedeutung
Es ist eine Akademie für alle Zweige der Wissenschaft und Forschung. Ihr Ziel ist nach eigenen Angaben, qualitativ hochwertige Forschung durch Stipendien, Vernetzung und Verbreitung von Informationen zu fördern.
Die Gesellschaft hat ordentliche, ausländische und Ehrenmitglieder. Alle Mitglieder sind permanent und vom Plenum der Gesellschaft eingeladen. Im Alter von 67 Jahren erreicht ein ordentliches Mitglied den Senioren-Rang und es wird ein neues ordentliches Mitglied eingeladen.
Die Gesellschaft hat vier Abteilungen mit jeweils 30 ordentlichen Mitgliedern:
1. Mathematik und Physik
2. Biowissenschaften
3. Geisteswissenschaften
4. Sozialwissenschaften.

Die Gesellschaft veröffentlicht ein Jahrbuch, die Zeitschrift Sphinx und eine Reihe von Publikationen in verschiedenen Bereichen.
Eine jährliche Feier findet am Geburtstag von Alexander II. (Russland) am 29. April statt.